# Phyllotreta utanula
Phyllotreta utanula es una especie de insecto coleóptero de la familia Chrysomelidae. Fue descrita en 1985 por Smith.